# عملية تقنية للإسطوانات المعدنية

## عملية تقنية للإسطوانات المعدنية
عملية تقنية للإسطوانات المعدنية عبارة عن عملية تصلب للعمل يتم فيها تعريض وعاء الضغط (ذو الجدران السميكة) لضغط هائل، مما يتسبب في خضوع الأجزاء الداخلية للجزء للبلاستيك، مما يؤدي إلى ضغوط ضغط داخلية متبقية بمجرد تحرير الضغط. الهدف من الفريتاج التلقائي هو زيادة القدرة على تحمل الضغط للمنتج النهائي.
يمكن أيضاً أن يؤدي تحفيز ضغوط الضغط المتبقية في المواد إلى زيادة مقاومتها للتشقق الناتج عن التآكل الإجهادي؛ أي التشقق غير المدعوم ميكانيكياً والذي يحدث عندما يتم وضع المادة في بيئة متآكلة في ظل وجود إجهاد الشد. تُستخدم هذه التقنية بشكل شائع في تصنيع أسطوانات مضخات الضغط العالي، وبراميل السفن الحربية والمدافع، وأنظمة حقن الوقود لمحركات الديزل. نظرًا لعملية تصلب العمل، فإنها تعمل أيضًا على تحسين عمر تآكل البرميل بشكل هامشي. في حين أن الطحن التلقائي سوف يؤدي إلى تصلب العمل، إلا أن هذه ليست الآلية الأساسية للتقوية.

يتعرض الأنبوب (أ) لضغط داخلي يفوق حده المرن (ب)، مما يترك طبقة داخلية من المعدن المضغوط (ج).

نقطة البداية عبارة عن أنبوب فولاذي واحد بقطر داخلي أقل بقليل من العيار المطلوب. يتعرض الأنبوب لضغط داخلي بدرجة كافية لتوسيع التجويف، وفي هذه العملية يتم شد الطبقات الداخلية للمعدن بما يتجاوز حد المرونة. وهذا يعني أن الطبقات الداخلية قد تمددت إلى درجة لم يعد فيها الفولاذ قادرًا على العودة إلى شكله الأصلي بمجرد إزالة الضغط الداخلي. على الرغم من أن الطبقات الخارجية للأنبوب يتم تمديدها أيضًا، إلا أن درجة الضغط الداخلي المطبق أثناء العملية تكون بحيث لا يتم تمديدها إلى ما هو أبعد من حد المرونة. والسبب في إمكانية ذلك هو أن توزيع الضغط عبر جدران الأنبوب غير منتظم. وتحدث قيمته القصوى في المعدن المجاور لمصدر الضغط، وتتناقص بشكل ملحوظ نحو الطبقات الخارجية للأنبوب. يتناسب الانفعال مع الإجهاد المطبق ضمن الحد المرن؛ وبالتالي فإن التمدد في الطبقات الخارجية أقل منه في التجويف. ولأن الطبقات الخارجية تظل مرنة فإنها تحاول العودة إلى شكلها الأصلي؛ ومع ذلك، يتم منعهم من القيام بذلك تمامًا بسبب الطبقات الداخلية الجديدة الممتدة بشكل دائم. التأثير هو أن الطبقات الداخلية من المعدن يتم ضغطها بواسطة الطبقات الخارجية بنفس الطريقة كما لو أن الطبقة الخارجية من المعدن قد تقلصت كما هو الحال مع مسدس مدمج. يمكن فهم ذلك بشكل أفضل بافتراض أن الأنبوب ذو الجدران السميكة هو أنبوب متعدد الطبقات. والخطوة التالية هي إخضاع الطبقات الداخلية المتوترة بشكل ضاغط إلى معالجة بدرجة حرارة منخفضة (LTT) مما يؤدي إلى رفع الحد المرن إلى ضغط الفريتاج الذاتي المستخدم في المرحلة الأولى من العملية على الأقل. أخيرًا، يمكن اختبار مرونة البرميل من خلال تطبيق الضغط الداخلي مرة أخرى، ولكن هذه المرة يتم الحرص على التأكد من عدم تمدد الطبقات الداخلية إلى ما هو أبعد من الحد المرن الجديد. والنتيجة النهائية هي سطح داخلي لماسورة البندقية مع إجهاد ضاغط متبقٍ قادر على موازنة إجهاد الشد الذي قد يحدث عند تفريغ البندقية. بالإضافة إلى ذلك، تتمتع المادة بقوة شد أعلى بسبب تصلب العمل.
في وقت مبكر من تاريخ المدفعية لاحظ رجال المدفعية أنه بعد إطلاق عدد صغير من الطلقات، فإن تجويف البندقية الجديدة يتوسع ويتصلب قليلاً. تاريخيًا، كان النوع الأول من أدوات الطحن التلقائي هو اللف لبراميل البنادق البرونزية، وقد اخترعها وحصل على براءة اختراعها في عام 1869 من قبل صموئيل ب. دين من شركة جنوب بوسطن للحديد. لكنها لم تجد أي فائدة في القارة الأمريكية وتم نسخها  بدون ترخيص بواسطة فرانز فون أوتشاتيوس في منتصف سبعينيات القرن التاسع عشر. وقد وجدت بعض الاستخدام في العديد من البلدان الأوروبية التي تفتقر إلى صناعة الصلب، ولكن سرعان ما تم استبدالها بالفولاذ المصبوب في كل مكان باستثناء المجر النمساوية، التي تمسكت بالتكنولوجيا القديمة حتى الحرب العالمية الأولى وبالتالي تم إعاقة مدفعيتها.
تمت معالجة مشكلة تقوية براميل البنادق الفولاذية باستخدام نفس المبدأ من قبل عقيد المدفعية الاستعماري الفرنسي لويس فريدريك غوستاف جاكوب، الذي اقترح في عام 1907 الضغط عليها هيدروليكيًا وصاغ مصطلح "التفريت التلقائي". في عام 1913، صنع شنايدر-كريوسوت مدفعًا بحريًا من عيار 14 سم L/50 بهذه الطريقة وتقدم بطلب للحصول على براءة اختراع. ومع ذلك، فإن تنفيذ مثل هذه التقنية على نطاق صناعي يتطلب أساليب عددية لتقريب حلول المعادلات المتعالية للتشوه البلاستيكي، والتي تم تطويرها في فرنسا خلال الحرب العالمية الأولى من قبل أستاذ الرياضيات موريس دوكاني ومهندس شنايدر لويس بوتين.
في الممارسة الحديثة، يتم دفع قالب كبير الحجم قليلاً ببطء عبر البرميل بواسطة كبش مدفوع هيدروليكيًا. يتم حساب مقدار التجويف السفلي الأولي والحجم الكبير للقالب لإجهاد المادة حول التجويف بما يتجاوز الحد المرن إلى تشوه بلاستيكي. ويظل ضغط الضغط المتبقي على السطح الداخلي للبرميل، حتى بعد الشحذ النهائي والسرقة.
تم تطبيق هذه التقنية على توسيع المكونات الأنبوبية أسفل الحفرة في آبار النفط والغاز. حصلت شركة خدمات النفط النرويجية Meta على براءة اختراع لهذه الطريقة، والتي تستخدمها لربط المكونات الأنبوبية متحدة المركز مع خصائص الختم والقوة الموضحة أعلاه.
يستخدم مصطلح الفريتاج التلقائي أيضًا لوصف خطوة في تصنيع أوعية الضغط المركبة المغلفة (COPV) حيث يتم توسيع البطانة (بواسطة التشوه البلاستيكي)، داخل الغلاف المركب.

## أنظر أيضاً
- طلقة peening ، والذي يحفز أيضًا الضغوط الضاغطة المتبقية
- البندقية المدمجة ، طريقة قديمة لتقوية براميل البندقية